# Gotthilf Matzat
Gotthilf Matzat (* 8. Mai 1948 in Schöneck/Vogtl.) ist ein deutscher Lehrer, Pfarrer und Politiker (Neues Forum, CDU). Er war kurzzeitig Mitglied der letzten Volkskammer der DDR.

## Leben und Beruf
Matzats Vater war als Schuhmacher, später als Prediger tätig, seine Mutter war Köchin von Beruf. Nach seiner Schullaufbahn studierte er Evangelische Theologie an der Karl-Marx-Universität Leipzig. In dieser Zeit war er zwischenzeitlich Kraftfahrer beim VEB Kraftverkehr Leipzig. Nach Abschluss des Studiums war er Lehrvikar in Breitenbrunn und Schneeberg, danach besuchte er ein Seminar in Lückendorf. Von 1974 war er Pfarrer in Aue-Zelle, danach bis 1990 in Eibau.
Nach der Wiedervereinigung ging Matzat auf die Verwaltungsakademie Sachsen in Dresden, um dort Staats- und Verwaltungsrecht zu studieren, diesem schloss er ein Zusatzstudium der Pädagogik an der TU Dresden an, das er 1996 abschloss. Daraufhin unterrichtete er als Fachlehrer für Religion und gesellschaftliches Profil am Friedrich-Schleiermacher-Gymnasium in Niesky. 2009 ging er in Altersteilzeit und wurde ehrenamtlicher evangelisch-lutherischer Urlauberpfarrer im Zittauer Gebirge. 2012 ging er in den Ruhestand.

## Politik
In der Wendezeit trat Matzat dem Neuen Forum bei und wurde deren Kreissprecher in Löbau. Kurz nach der Wiedervereinigung verließ er die Partei und trat 1993 in die CDU ein. 2006 wurde er Vorsitzender des CDU-Ortsvereins "Am Kottmar", der die Gemeinden Eibau, Oderwitz, Obercunnersdorf und Niedercunnersdorf umfasste. Bis auf Oderwitz fusionierten diese Orte 2013 zur Gemeinde Kottmar.

### Volkskammer
Bei der Volkskammerwahl 1990 wurde Matzat vom Bündnis 90 auf Platz 3 der Liste im Wahlkreis Dresden aufgestellt, der zunächst nicht zum Einzug reichte. Am 1. August 1990 rückte er jedoch für die verstorbene Ilse Nierade in die Volkskammer nach, der er bis zu deren Auflösung am 2. Oktober 1990 angehörte.

### Kommunalpolitik
Bei den Kommunalwahlen 1990 wurde Matzat in den Kreistag des Landkreises Löbau gewählt, wo er kurzzeitig Vorsitzender der gemeinsamen Fraktion von Bündnis 90, SPD und DBD war. Er wurde zum Beigeordneten berufen und war damit bis 1995 stellvertretender Landrat des Kreises Löbau. 1994 zog er erstmals in den Gemeinderat von Eibau ein. Dort kandidierte er 2001 für das Bürgermeisteramt, blieb jedoch erfolglos. Seit 1999 gehörte er dem Kreistag des Landkreises Löbau-Zittau an und war dort stellvertretender Vorsitzender der CDU-Fraktion. 2008 ging dieser im Landkreis Görlitz auf.